# Alexandre de Lamothe
Pour les articles homonymes, voir Lamothe.
Pierre-Alexandre Bessot de Lamothe, né le 8 janvier 1823 à Périgueux et mort le 3 octobre 1897 à Villeneuve-lès-Avignon, est un écrivain et archiviste français.

## Œuvres
- Mémoires d'un déporté à la Guyane française (1859)
- La Fée des sables (1865)

- Histoire d'une pipe (1866)

- Inventaire-sommaire des archives communales antérieures à 1790 (1868)

- Les Camisards (1868)

- Les Faucheurs de la mort (1868) - En ligne : Chez Ch. Blériot, tome 1, 1874

- Les martyrs de la Sibérie (1869)
- Légendes de tous pays (1869)

- Marpha (1870)
- Les Mystères de Machecoul (1871)
- Le Gaillard d'arrière de "la Galathée" (1871)
- Le taureau des Vosges (1872)
- L'Auberge de la mort (1872)
- L'Orpheline des carrières de Jaumont (1872)
- Aventures d'un Alsacien prisonnier en Allemagne (1872)
- Le Roi de la nuit (1873)
- Les métiers infâmes (1873)
- La Reine des brumes et l'Émeraude des mers, Londres-Dublin (1873)
- La Fille du bandit, scènes et mœurs de l'Espagne contemporaine (1873)
- Exécutions de camisards faites à Nîmes du 26 juillet 1702 au 22 mai 1705 (1874)
- Promenades d'un curieux dans Nîmes. L'Oratoire de la fontaine de Saint-Baudile et les Garrigues (1874)
- Les compagnons du désespoir (1875)
- Histoire populaire de la Prusse (1876)
- Description des vitraux de Saint-Baudile (1876)
- Les deux Romes (1876)
- Les Fils du martyr (1877)
- Le Proscrit de la Camargue (1877)
- Le Cap aux ours (1878)
- De Marseille à Jérusalem, à travers l'Orient (1879)
- Journal de l'orpheline de Jaumont (1879)
- Foedora la nihiliste (1880)
- Nadiège (1881)
- Le puits sanglant, épisode de la Michelade (1881)
- Patrick O'Byrn (1882)
- Les secrets de l'Équateur (1882)
- Métamorphoses du citoyen préfet Tartarin Gribouille (1883)
- Quinze mois dans la lune (1883)
- Flora chez les nains (1883)
- Histoire d'un denier d'or (1884)
- Gabrielle (1884)
- La fiancée du Vautour-Blanc (1885)
- Jack Famine et Betsy Millions (1886)
- Les Grands soucis du docteur Sidoine (1888)
- Les Moissonneurs de tempêtes (1890)

On lui doit des romans de science-fiction faisant régulièrement référence à Jules Verne, à ses œuvres et à ses personnages.